# Macururé
Macururé là một đô thị thuộc bang Bahia, Brasil. Đô thị này có diện tích 2278,726 km², dân số năm 2007 là 9955 người, mật độ 4,4 người/km².